# Caisson hypobare
Ne doit pas être confondu avec Caisson hyperbare.

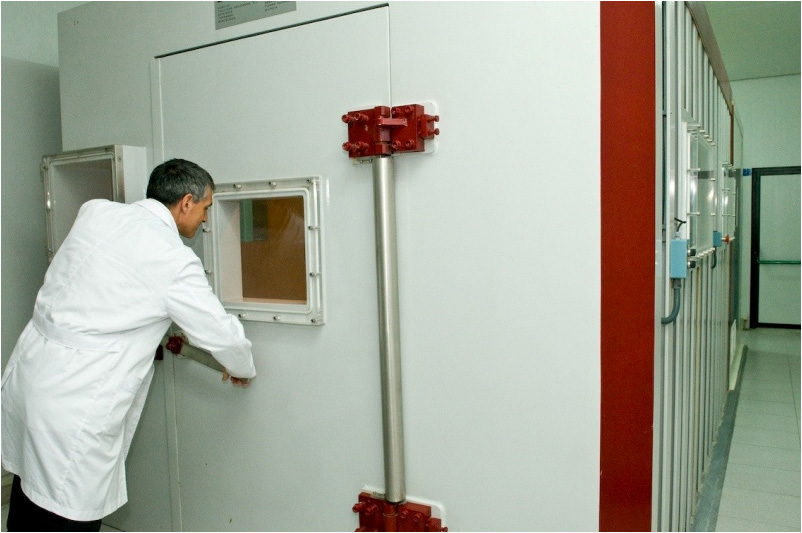
Caisson hypobare à Biopol'H, en Catalogne.

Un caisson hypobare est une installation médicotechnique étanche au sein de laquelle une ou plusieurs personnes peuvent être exposées à une pression inférieure à la pression atmosphérique.

## Intérêt pour le sport
Dans le sport, un caisson hypobare permet de simuler l'altitude et de s'entraîner dans un environnement moins oxygéné, augmentant donc les performances.